# Zineb
Zineb, de triviale naam voor zink ethaan-1,2-diylbis(dithiocarbamaat), is een organische zinkverbinding met als brutoformule (C4H6N2S4Zn)n. Het is een licht-gekleurd poeder dat onoplosbaar is in water.

## Synthese
Zineb wordt bereid uit een reactie van nabam en zinksulfaat:
{\displaystyle \mathrm {C_{4}H_{6}N_{2}S_{4}Na_{2}\ +\ ZnSO_{4}\longrightarrow \ C_{4}H_{6}N_{2}S_{4}Zn\ +\ Na_{2}SO_{4}} }

## Toepassingen
Zineb wordt gebruikt als fungicide dat behoort tot de klasse der dithiocarbamaten. Handelsnamen van de stof zijn Parzate, Lodacol en Dithane-z-78.

## Toxicologie en veiligheid
Zineb ontleedt bij verhitting en bij verbranding, met vorming van giftige en irriterende dampen, waaronder stikstofoxiden en zwaveloxiden. De stof is niet stabiel onder invloed van licht en vocht.
De stof is irriterend voor de ogen, de huid en de luchtwegen. Herhaald of langdurig huidcontact kan huidontsteking veroorzaken of de huid gevoelig maken. Zineb kan effecten hebben op het bloed, het centraal zenuwstelsel en de lever.